# Cabeza de muchacha (Leonardo)
Esta Cabeza de muchacha, conocida como La despeinada (en italiano, Testa di fanciulla (La scapigliata)) es una obra del pintor renacentista italiano Leonardo da Vinci. Está pintado con tierra oscura, ámbar verdoso y albayalde sobre tabla y mide 24,7 cm de alto y 21 cm de ancho. Está datada hacia 1508. Se conserva en la Galería Nacional de Parma en Italia.
Esta pintura, a pesar de estar inacabada, muestra una gran belleza femenina.
Está documentada su existencia desde 1531, si bien existen algunas dudas sobre su autenticidad y, sobre todo, su datación. Por el estilo, parece uno de esos dibujos que realizó en los años 1500, que retoma ciertos temas de juventud, tratándolos con antigüedad y realismo, de manera más volumétrica. Recuerda por su postura y el peinado, a otro dibujo de esa misma época, estudio para la Leda, que se conserva actualmente en el Castillo de Windsor y muy importante.